# Боррелии
Боррелии (лат. Borrelia) — род бактерий семейства Spirochaetaceae порядка спирохет. Представители рода являются возбудителями таких заболеваний человека, как боррелиозы, преимущественно зооантропонозного характера с трансмиссивным путём передачи возбудителя. Род насчитывает 54 различных вида.
Род был назван в честь французского медика и бактериолога Амадея Борреля (1867—1936).

## Морфология
Представители рода имеют удлинённую форму: их длина составляет от 11 до 25 мкм, ширина — от 0,18 до 0,25 мкм. Их размеры могут изменяться в организме разных хозяев, а также при культивировании. Боррелии похожи на скрученные пружинки; покрыты ресничками. Грамотрицательные. Окрашиваются анилиновыми красителями, по Романовскому-Гимзе красятся в сине-фиолетовый цвет. При неблагоприятных условиях существуют «формы несбалансированного роста» - клетки «с выростами», удлиненные цилиндрические клетки, нитевидные структуры, петлеобразные формы, сферопласты, шаровидные и гранулярные формы и цисты, которые сохраняют способность к размножению, а при благоприятных условиях возвращаются в обычные спиральные формы, вызывая при этом патологический эффект. 
Боррелии испытывают недостаток ферментов, необходимых для цикла трикарбоновых кислот и фосфорилирования. Они не обладают способностью синтезировать аминокислоты, жирные кислоты и нуклеотиды. Для построения клеточной стенки им необходим N-ацетилглюкозоамин.
Для выращивания боррелий обычно используют жидкие среды, обогащенные аминокислотами, питательными веществами и витаминами. Эти бактерии относятся к числу микроаэрофилов (требуют кислород в пониженных концентрациях по сравнению с содержанием его в воздухе или в тканях организма хозяина), что обязательно учитывается при культивировании. При оптимальной температуре 32-34 градуса время генерации составляет 8 – 24 ч. Нормальный розоватый цвет среды при росте боррелий меняется на желтый.

## Антигенное строение
Белковый (антигенный) спектр боррелий довольно разнообразен и включает более 30 белков. Он отличается не только у боррелий разных геновидов, но может быть не вполне сходен и у изолятов одного геновида. Вместе с тем, независимо от геновидной принадлежности все боррелии группы B. burgdorferi sensu lato имеют 2 главных белковых компонента: P41 или флагеллин и HSP60. Отдельные участки флагеллина специфичны для определенных видов боррелий.
Боррелии имеют поверхностные жгутиковые и цитоплазматические антигены. К настоящему времени охарактеризованы 6 вариабельных поверхностных белков (Osp A-F). Многие из белков (P22, P35, P66, P83/100, Bmp, Mlp, RevA и EppA) имеют существенное значение как детерминанты вирулентности.

## Болезни, вызываемые боррелиями
Из 54 известных видов 40 видов боррелий вызывают у человека различные заболевания: боррелиозы, болезнь Лайма, возвратный тиф.
Основными переносчиками боррелий являются:
- иксодовые клещи из рода Ixodes, в том числе Ixodes persulcatus , Ixodes ricinus[4] и Ixodes scapularis[5]), аргасовые клещи (Ornitodorus papillares (поселковый клещ) и Argas persicus (персидский клещ);
- человеческая и лобковая вошь.

### Болезнь Лайма
В развитии болезни Лайма основным этиологическим фактором служат представители видов Borrelia burgdorferi, Borrelia afzelii, Borrelia garinii и Borrelia valaisiana.
Переносится болезнь Лайма преимущественно клещами рода Ixodes. Имеются данные, что на территории России переносчиками боррелий являются от 30 до 40 % клещей рода Ixodes. Боррелии попадают в кожу человека вместе со слюной присосавшегося иксодового клеща. Передвигаются в тканях человека и могут проникать во многие типы клеток, в том числе в клетки, которые уже содержат другие патогены (например, вирус клещевого энцефалита или риккетсии). Боррелии вызывают воспалительные процессы в различных внутренних органах человека (артриты суставов, парезы мышц), при этом внешние проявления наличия боррелий в организме могут сильно различаться у разных больных. Механизм воспаления обычно является вполне типичным для данного органа; в силу этого наличие боррелий в организме человека достоверно может быть определено только путём анализа крови.
Диагностируются:
- ДНК борреллий в крови, сыворотке крови, ликворе или моче методом ПЦР в реальном времени;
- антитела (иммуноглобулины) в крови, сыворотке крови, биоптатах кожи, спинномозговой жидкости методом ИФА или ИХЛА.

### Возвратный тиф
Боррелии возвратного тифа часто сопровождается бактериемией. Borrelia recurrentis проникает в человеческое тело посредством укуса зараженным насекомым, заражение которого произошло в ходе питания кровью больного человека. Размножение бактериального агента происходит в кишечнике вши.
Лабораторный анализ — иммунофлюоресцентное обследование или серодиагностика возбудителя в крови пациента.